# Edward Sobiszewski
Edward Sobiszewski (ur. 1 października 1908 w Warszawie, zm. 7 września 1970 tamże) – polski tancerz, choreograf, baletmistrz oraz pedagog.

## Życiorys
Był bratem przyrodnim tancerzy i aktorów Aleksandra i Ryszarda Sobiszewskich. Ukończył szkołę baletową w Warszawie. W latach 1928–1933 był członkiem zespołu stołecznego Teatru Wielkiego. Następnie wyjechał zagranicę, gdzie występował m.in. w zespołach Idy Rubinstein (1933–1934), Ballets Russes de Monte Carlo (1934–1937) i Ballets Russes du Colonel de Basil (od 1937), występując na całym świecie. W chwili wybuchu II wojny światowej znalazł się w Australii, gdzie pozostał do 1957 roku, prowadząc Polsko-Australijski Balet i Studio Baletowe Tańca Klasycznego. Po powrocie do Polski został baletmistrzem Państwowego Zespołu Pieśni i Tańca „Mazowsze”. W latach 1958–1969 był pedagogiem baletu w warszawskim Teatrze Wielkim (z przerwą w latach 1961–1964, kiedy to współpracował z Operą Objazdową). Następnie pełnił tę samą funkcję w Centralnym Zespole Artystycznym Wojska Polskiego. 
Zmarł nagle, podczas prowadzenia zajęć. Został pochowany na Cmentarzu Powązkowskim w Warszawie. 